# Contração ventricular prematura
Contração Ventricular Prematura (CVP), Complexo Ventricular Prematuro ou Extrassístole Ventricular é uma arritmia cardíaca muito comum caracterizada por batimentos cardíacos anormais originados nos ventrículos cardíacos. A prevalência aumenta com a idade, sendo de menos de um por cento em menores de dez anos e identificada ocasionalmente em 69 por cento dos maiores de 75 anos.

## Causas
Algumas contrações prematuras são comuns em pessoas saudáveis e geralmente nenhuma causa é identificada, pois existem um grande número de fatores de riscos para as CVP:
- Adrenalina elevada;
- Ansiedade e estresse elevados;
- Cálcio no sangue elevado (hipercalcemia);
- Cardiomiopatia hipertrófica ou dilatada;
- Alguns medicamentos como a digoxina, simpaticomiméticos ou antidepressivos tricíclicos;
- Desequilíbrio hidroeletrolítico (Na+, Ca++, K+ ou Mg+) no sangue;
- Drogas estimulantes, tais como:
  - Álcool;
  - Cafeína;
  - Cocaína;
  - Anfetaminas;
- Exercícios físicos;
- Insuficiência respiratória (hipoxia e/ou hipercapnia)
- Miocardite;
- Prolapso da válvula mitral;
- Lesão do músculo cardíaco.

## Sinais e sintomas
As contrações ventriculares prematuras geralmente não causam sintomas, mas os batimentos cardíacos podem ser sentidas como palpitações anormais. Depois de uma contração prematura o coração demora mais que o normal para contrair de novo. Esse intervalo RR prolongado é descrito popularmente como um "mini-infarto", algumas pessoas descrevem ter sentido que o coração parou de bater por um segundo.

## Diagnóstico

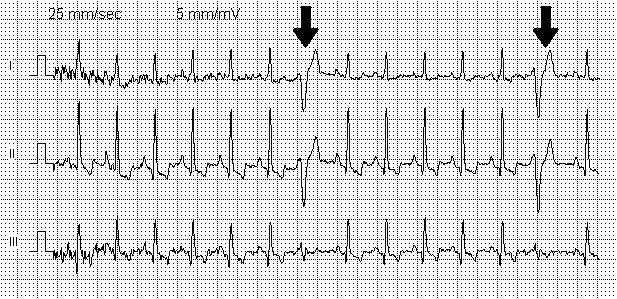
Eletrocardiograma com duas CVPs associadas a cardiomiopatia dilatada.

É diagnosticado pelo eletrocardiograma (ECG), um exame simples, rápido e barato que pode ser realizado no consultório médico durante um curto período de tempo. Entretanto, há apenas uma pequena chance de uma contração ventricular prematura ocorrer no curto período de tempo examinado. O monitoramento Holter é um método muito mais sensível para o diagnóstico, pois grava continuamente o ritmo cardíaco durante um período de 24 horas. Múltiplas contrações ventriculares prematuras podem evoluir para uma taquicardia ventricular, uma arritmia muito mais perigosa.

## Tratamento
Em indivíduos saudáveis os CVPs frequentemente podem ser resolvidos ao restaurar o equilíbrio entre os eletrólitos do corpo (magnésio, cálcio, sódio e potássio). A suplementação diária de 260 mg magnésio reduziu em média 77% das extrassístoles. 
Em caso de CVPs frequentes ou outras doenças cardíacas associadas, devem ser evitados alimentos com cafeína, álcool, anfetamina e o tabaco. 
Os beta-bloqueadores e bloqueadores dos canais de cálcio podem suprimir contrações prematuras. Outros medicamentos anti-arrítmicos, como a amiodarona, também podem ser utilizados quando as contrações ventriculares prematuras são muito frequentes, sintomáticas e interfiram com a função do seu coração.
Para contrações ventriculares prematuras que não respondem a mudanças de estilo de vida ou medicamentos, pode ser útil cateterismo para ablação com radiofrequência. Este procedimento utiliza frequências de rádio para destruir a área de tecido cardíaco que está causando contrações irregulares.

## Prognóstico
Quando não havia outra doença cardíaca associada, as PVCs são benignas, sem aumento na mortalidade. Porém, quando os complexos ventriculares prematuros são frequentes a mortalidade por doenças coronárias é o dobro, podendo indicar algum defeito cardíaco previamente desconhecido.  Neste caso, o risco de AVC também é o dobro do que a população em geral. 